# Sečovce
Sečovce (în maghiară Gálszécs) este un oraș din Slovacia cu 7.568 locuitori.

## Demografie
| An:                | 1994 | 2004   | 2014   | 2024   |
| ------------------ | ---- | ------ | ------ | ------ |
| Număr de persoane: | 7348 | 7882   | 8352   | 8538   |
| Diferență:         |      | +7,26% | +5,96% | +2,22% |

| An:                | 2023 | 2024   |
| ------------------ | ---- | ------ |
| Număr de persoane: | 8539 | 8538   |
| Diferență:         |      | −0,01% |